# Falcon (langage)
Pour les articles homonymes, voir Falcon.
Falcon est un langage de programmation de scripts créée par Giancarlo Niccolai. Il supporte différents paradigmes.

## Hello, world!
```
printl ("Hello, world")

```